# CTG Aldeia dos Anjos
O Centro de Tradições Gaúchas Aldeia dos Anjos (ou CTG Aldeia dos Anjos) é um CTG da cidade de Gravataí, no estado do Rio Grande do Sul.
Conhecido mundialmente pelo seu grupo de danças tradicionais adulto, o qual já se apresentou em diversos países, é o maior campeão de todos os tempos do Encontro de Artes e Tradição Gaúcha, em sua categoria.

## Histórico
O Centro de Tradições Gaúchas Aldeia dos Anjos foi fundado em janeiro de 1956. Desde então, busca resgatar, preservar e difundir as artes e a cultura do povo gaúcho de forma organizada e sistemática, estando de portas abertas a todos os que queiram participar dessa forma integradora da sociedade regional.
O Grupo Adulto de Danças Tradicionais do Centro de Tradições Gaúchas Aldeia dos Anjos é o maior participante em eventos do gênero no Estado. Desde 1977 participa de um dois maiores festivais amadores de arte e tradição da América Latina, que é o Enart, tendo sido campeão estadual de danças gaúchas em onze edições: 1987, 1992, 1994, 1996, 1997, 2000, 2001, 2005, 2006, 2009 e 2015, além de ter sido vice-campeão nos anos de 1979, 1985, 1989, 1991, 2002, 2007, 2012 e 2016. Também foi o grupo vencedor de inúmeros rodeios artísticos dentro e fora do estado do Rio Grande do Sul.
Conquistou o primeiro lugar, em duas edições, do Concurso de Danças de Raízes Açorianas, patrocinado pelo Governo Autônomo dos Açores (Portugal), cujo prêmio recebido foi uma excursão pelas Ilhas dos Açores, a fim de divulgar ao seu povo de que forma a cultura açoriana se preservou em diferentes partes do mundo.
Considerado um embaixador da cultura gaúcha, o grupo realizou, além de excursões pelo Brasil (Santa Catarina, São Paulo, Minas Gerais, Goiás, Brasília, Pernambuco e Bahia), temporadas na Argentina, Açores, Portugal, Espanha, Estados Unidos, Canadá, França, China, Holanda, Alemanha e Bélgica, tendo participado de festivais internacionais de folclore, representando a cultura gaúcha e brasileira.
Recentemente, o Centro de Tradições Gaúchas Aldeia dos Anjos foi considerado, através da Lei Estadual 12.518 de 3 de julho de 2006, Patrimônio Histórico e Cultural do Estado do Rio Grande do Sul. Conhecido pela autenticidade, disciplina e beleza cênica com que realiza suas apresentações, o Grupo Adulto de Danças Gaúchas do CTG Aldeia dos Anjos é um referencial no cenário artístico regional e nacional.